# Conops bequaerti
Conops bequaerti är en tvåvingeart som beskrevs av Krober 1915. Conops bequaerti ingår i släktet Conops och familjen stekelflugor.
Artens utbredningsområde är Kongo. Inga underarter finns listade i Catalogue of Life.